# 조안 먼데일

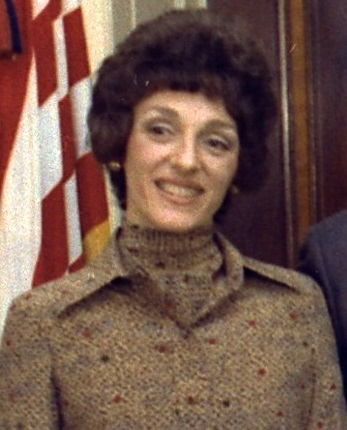
조안 먼데일

조안 먼데일(Joan Mondale, 혼전성 애덤스(Adams), 1930년 8월 8일 ~ 2014년 2월 3일)은 1977년부터 1981년까지 미국의 세컨드 레이디이었으며, 미국의 42대 부통령인 월터 먼데일의 아내였다. 그녀는 예술가이자 작가였으며 여러 단체의 이사회에서 활동했다. 그녀의 예술 진흥을 위해 그녀는 애정 어린 조안 오브 아트라는 별명을 얻었다.